# Lord of War
Lord of War è un film del 2005 scritto, diretto e co-prodotto da Andrew Niccol.
Nel film, Nicolas Cage interpreta un immaginario trafficante d'armi illegale che è principalmente ispirato alla figura di Viktor Bout.

## Trama
Il giovane Yuri Orlov e la sua famiglia arrivano negli Stati Uniti dall'Ucraina, fingendosi ebrei per ricevere condizioni immigratorie migliori, e si stabiliscono nella periferia di New York, la cosiddetta Little Odessa di Brooklyn. Un giorno Yuri assiste a un fallito omicidio nel quale un boss della mafia russa riesce a sopravvivere e a eliminare i suoi esecutori per poi girarsi, guardarlo fisso negli occhi e decidere di graziare il giovane testimone. Yuri capisce quindi che il suo compito non è lavorare nel ristorante di famiglia ma soddisfare un altro bisogno umano: uccidere.
Poco dopo l'inizio della sua carriera Yuri riesce a incontrare a una fiera di armi l'esperto mercante Simeon Weisz, chiedendogli di diventare socio nel business, ma questi lo etichetta subito come un dilettante con cui non ha nulla a che spartire. Yuri continua comunque la sua piccola attività assieme al fratello Vitaly e lentamente i due cominciano a scalare il mondo del traffico d'armi, cominciando a espandersi con la vendita di M16 abbandonati, presumibilmente dal ritiro delle forze armate statunitensi dal teatro della guerra del Libano del 1982.
Man mano che il suo giro d'affari aumenta Yuri si trova a scontrarsi con Jack Valentine, un solerte agente dell'Interpol, a cui però riuscirà a sfuggire diverse volte grazie alla sua astuzia e a una buona dose di fortuna. Pagato da un narcotrafficante con sei chili di cocaina, Yuri si dedica brevemente anche allo spaccio finché Vitaly ne diventa dipendente: da questo momento Yuri comincia a condurre il business delle armi da solo e poco dopo comincia a fare la corte ad Ava Fontaine, una modella sulla cresta dell'onda, conquistata dai modi di Yuri e che infine accetterà di sposarlo e che gli darà un figlio.
Quando nel dicembre del 1991 l'Unione Sovietica si scioglie, il business di Yuri compie un enorme salto di qualità: suo zio Dimitri, un generale dell'Armata Rossa dislocato in Ucraina, è a capo di una enorme base militare sovietica e Yuri coglie al balzo l'occasione offertagli dal vuoto politico per smerciare in tutto il mondo le mastodontiche quantità d'armi stoccate nella base, carri armati da battaglia, elicotteri d'assalto. Poco dopo Dimitri viene assassinato da un'autobomba, in un assassinio che porta la firma di Weisz, ma questo non ferma gli affari di Yuri, che comincia a vendere armi anche al dittatore liberiano André Baptiste.
Nel frattempo Jack Valentine continua la sua indagine su Yuri e riesce a trovarlo in Sierra Leone, ma anche questa volta l'astuzia di Yuri ha la meglio. Baptiste, sempre più legato a Yuri, arriva a catturare per lui Weisz e a ucciderlo assieme a lui, sebbene Yuri sia riluttante. Ava, insospettita dalla sempre più pressante presenza della polizia, dopo una visita di Valentine scopre l'attività criminosa di Yuri e, dopo un confronto, questi accetta l'idea di investire il suo talento e la sua ricchezza in attività oneste.
Pochi mesi dopo, tuttavia, André giunge in visita a New York per un incontro delle Nazioni Unite e gli intima di tornare in affari con lui. Yuri riparte per la Sierra Leone e Ava lo pedina di nascosto, scoprendo il container in cui Yuri aveva tenuto tutti i suoi segreti. Il nuovo incarico di Yuri consiste nel fornire alla Sierra Leone un'ingente quantità di armi: quando sta per concludere la trattativa, tuttavia, Vitaly, che ha capito che la partita di armi servirà a sterminare un accampamento di profughi lì vicino, ha una crisi di coscienza e cerca di distruggere il carico d'armi, rimanendo ucciso.
Al rientro in America Yuri viene arrestato da Valentine e abbandonato da tutti i suoi cari, ma quando viene interrogato si dice convinto che grazie ai suoi contatti altolocati riuscirà a uscire di galera. La "profezia" di Yuri si avvera e, nonostante le prove schiaccianti contro di lui, viene liberato. Ormai solo al mondo, a Yuri non rimane altro che dedicarsi all'attività in cui ha la maledizione di eccellere.

## Soggetto
Il personaggio interpretato da Nicolas Cage è ispirato al trafficante d'armi internazionale russo Viktor Bout. Il personaggio di André Baptiste Sr. è invece probabilmente una parodia del presidente liberiano Charles Taylor.
Il soggetto e gli argomenti trattati sono molto familiari anche con il film del 1974 Finché c'è guerra c'è speranza con Alberto Sordi.

## Produzione

### Pre-produzione
Il progetto nacque un paio di anni prima del 2004, quando Andrew Niccol, uno sceneggiatore neozelandese, scrisse la sceneggiatura originale. Un agente della Creative Artists Agency alla fine diede la sceneggiatura a Philippe Rousselet, un produttore cinematografico francese, nel 2004, riassumendola come "Quei bravi ragazzi nel mondo del traffico di armi". Rousselet fu colpito dalla sceneggiatura, ma non riuscì a trovare uno studio americano che la prendesse in carico, poiché era stata proposta agli studi poco prima dell'inizio della guerra in Iraq. Come commentato da Entertainment Weekly, gli studi non erano ansiosi di finanziare un film che traeva "conclusioni preoccupanti" sul ruolo dell'esercito americano nel fornire armi ai dittatori.
Un'ulteriore complicazione fu che le scene nella sceneggiatura erano scritte per essere ambientate in 13 paesi diversi, il che richiedeva riprese in diverse location. Il film prevedeva di utilizzare il fondo fiscale del Regno Unito Movision e il Sudafrica, inoltre, ha fornito incentivi finanziari per le riprese. Rousselet ha riferito a Variety che il finanziamento necessario per il film era basato su un misto di debiti contratti con Citibank West, il fondo fiscale tedesco e le vendite all'estero. Il resto fu pagato da Rousselet.

### Sviluppo
Le riprese iniziarono il 19 luglio 2004. La produzione si svolse principalmente in Sudafrica, nella Repubblica Ceca e a New York City. Le scene in Ucraina furono girate nella Repubblica Ceca, mentre quelle in Africa, nei Caraibi e a Beirut furono tutte girate in Sudafrica. Si fece del loro meglio per avere comparse che sembrassero appropriate per ogni paese rappresentato, sia per abbigliamento che per etnia. A causa del basso budget del film, molte scene furono costruite solo con elementi di base. Una scena consisteva interamente di 10 mila mattoni di argilla e una comparsa in abiti nordafricani.
Durante le riprese nella Repubblica Ceca, nella realizzazione della scena in cui vengono messi in mostra gli arsenali russi, Niccol scoprì che era più economico acquistare armi da fuoco vere piuttosto che oggetti di scena, e così acquistò 3 000 Kalashnikov (in realtà vz. 58 di fabbricazione cecoslovacca, esternamente quasi uguali). La maggior parte fu rivenduta in perdita, anche se alcune furono segate a metà per rimuoverle dalla circolazione. Niccol commentò che trovava inquietante la facilità con cui era possibile acquistarle. Niccol incontrò una serie di trafficanti di armi durante il processo di produzione, cosa che gli piacque, poiché il tutto agevolava la realizzazione del film. Una scena particolare del film mostra una fila di cinquanta carri armati T-72 (anche i carri armati sovietici sono autentici e non riproduzioni). Questi erano stati forniti da una fonte nello stesso paese, e dissero a Niccol che avrebbe potuto usarli fino a dicembre, poiché erano necessari per venderli alla Libia. Andrew Niccol, inoltre, dovette contattare la NATO prima di girare la scena della compravendita di carri armati fra Yuri e un sovietico, per evitare che le immagini satellitari avessero suggerito un accumulo di armi nel paese. Un'altra sequenza di scene mostra Yuri come copilota di un aereo da trasporto Antonov An-12. L'aereo era stato fornito da un trafficante d'armi, ed era attivamente utilizzato per il trasporto di armi da fuoco durante il periodo di produzione.

## Colonna sonora
- For What It's Worth - Buffalo Springfield
- Money (That's What I Want) - The Flying Lizards
- La Vie en rose - Grace Jones
- Young Americans - David Bowie
- Cocaine - Eric Clapton
- It's the Most Wonderful Time of the Year - Andy Williams
- Volga's Boatmen's Song - Dimitri Oleg Yachinov
- Glory Box - Portishead
- U Ready to Die - Quake
- Fade into You - Mazzy Star
- Bombay Theme Tune - A. R. Rahman
- Hallelujah - Jeff Buckley
- Un brano dall'opera Il lago dei cigni di Pëtr Il'ič Čajkovskij

## Accoglienza

### Incassi
A fronte di un budget di 50 milioni di dollari, la pellicola ne ha incassati circa 24,1 milioni in Nord America e 48,5 milioni nel resto del mondo, per un totale di 72617068 $.

### Critica
Sull'aggregatore di recensioni Rotten Tomatoes il film ha un indice di gradimento dell'62% basato su 150 recensioni, con un voto medio di 6,3 su 10. Su Metacritic ottiene un punteggio di 62 su 100 basato su 31 recensioni.